# 歩兵第63連隊
歩兵第63連隊（ほへいだい63れんたい、歩兵第六十三聯隊）は、大日本帝国陸軍の連隊のひとつ。

## 沿革
- 1905年（明治38年）

7月 - 第16師団隷下となる
8月8日 - 軍旗拝受
- 1907年（明治40年）3月10日 - 大阪府泉北郡高石村に移転[1]。
- 1908年（明治41年）

11月 - 第16師団から第17師団に所属変更。
11月16日 - 島根県八束郡津田村に移転。
- 1925年（大正14年）5月1日 - 第17師団から第10師団に所属変更
- 1931年（昭和6年） - 満州事変に出動
- 1934年（昭和9年） - 土竜山事件で飯塚朝吉連隊長が戦死
- 1937年（昭和12年）日中戦争、華北各地を転戦する
- 1938年（昭和13年）3月 - 台児荘の戦いでは10倍以上の中国軍と戦う
- 1940年（昭和15年）8月 - 満州興山鎮に移駐
- 1944年（昭和19年）9月 - 台湾に移駐し守備に当たる[3]

12月14日 ‐ ルソン島へ転進のため乗船した船団は高雄港を出港するが、アメリカ軍機動部隊が台湾、ルソン方面を制空しているため、南下できないだけでなく、逆に北方に避退を続けることになった。その後、機動部隊が去るのを待って南下を開始したが、サンフェルナンド湾入港直前の23日に潜水艦の魚雷攻撃を受け輸送船「乾瑞丸」が沈没、第3大隊の三分の二が死亡した。
- 1945年（昭和20年）

1月3日 - 集結地サンホセに到着。バレテ峠に陣地構築（第6中隊はサラクサク峠に配置された捜索第10連隊に転属。その後、第10、第11中隊もサラクサク峠地区に派遣。）
3月 - バレテ峠に来攻したアメリカ軍の攻撃により戦死者続出
6月14日 - バレテ峠からの転進開始実質的に全滅状態となる
8月5日 - 残存兵力約90名がピナパガンに到着する
8月20日 - ピナパガンにおいて終戦を知る
9月12日 - ウルトウガンにおいて軍旗奉焼

## 歴代連隊長
| 代 | 氏名         | 在任期間                | 備考             |
| -- | ------------ | ----------------------- | ---------------- |
| 1  | 石黒千久之助 | 1905.7.12 -             | 中佐             |
| 2  | 白川健次郎   | 1909.11.30 - 1912.12.10 |                  |
| 3  | 有吉雅一     | 1912.12.10 - 1913.2.14  |                  |
| 4  | 森部静夫     | 1913.2.14 - 1917.8.6    |                  |
| 5  | 町田勝五郎   | 1917.8.6 - 1921.7.20    |                  |
| 6  | 外山豊造     | 1921.7.20 - 1922.8.15   |                  |
| 7  | 鳥居佐太郎   | 1922.8.15 - 1923.8.6    |                  |
| 8  | 町田徳助     | 1923.8.6 -              |                  |
| 9  | 松本三太郎   | 1924.2.4 -              |                  |
| 10 | 谷藤長英     | 1928.3.8 -              |                  |
| 11 | 伊田常三郎   | 1929.8.1 -              |                  |
| 12 | 中村音吉     | 1931.8.1 -              |                  |
| 13 | 飯塚朝吉     | 1932.12.7 - 1934.3.10   | 戦死し少将に特進 |
| 14 | 人見与一     | 1934.3.23 -             |                  |
| 15 | 中井重義     | 1936.3.7 -              |                  |
| 16 | 福栄真平     | 1937.10.5 -             |                  |
| 17 | 堤三樹男     | 1939.3.9 -              |                  |
| 末 | 林葭一       | 1941.3.1 -              |                  |